# Dolînka, Lohvîțea
Dolînka (în ucraineană Долинка) este un sat în comuna Tokari din raionul Lohvîțea, regiunea Poltava, Ucraina.

## Demografie
Componența lingvistică a localității Dolînka
     Ucraineană (100%)
Conform recensământului din 2001, toată populația localității Dolînka era vorbitoare de ucraineană (100%).